# Opius signifemur
Opius signifemur är en stekelart som beskrevs av Zaykov och Fischer 1983. Opius signifemur ingår i släktet Opius och familjen bracksteklar. Inga underarter finns listade i Catalogue of Life.